# Way-Ar Sangngern
Way-Ar Sangngern (เวอาห์ แสงเงิน; nascido em 8 de março de 1996), também conhecido como Joss (จอส), é um ator e modelo tailandês. Ele é conhecido por seus papéis principais como Neo em 3 Will Be Free (2019), Kawin em Nabi, My Stepdarling (2021) e Mark em My Golden Blood (2025) da GMMTV.

## Início da vida e educação
Way-Ar nasceu no Distrito de Thung Song, Província de Nakhon Si Thammarat, Tailândia. Aos 12 anos, ele frequentou a Sarasas Witaed Saimai School e aos 15 anos frequentou a Traill International School. Ele se formou como bacharel pela Faculdade de Artes da Comunicação da Universidade de Chulalongkorn.

## Filmografia

### Televisão
| Ano  | Título                                 | Personagem        | Notas            |
| ---- | -------------------------------------- | ----------------- | ---------------- |
| 2018 | Friend Zone                            | Safe              | Papel convidado  |
| 2019 | Wolf                                   | Bartender         | Papel convidado  |
| 2019 | 3 Will Be Free                         | Neo               | Papel principal  |
| 2019 | Game Rak Ao Keun                       | Pongkul           | Papel principal  |
| 2020 | Fai Sin Chua                           | Aekaong           | Papel principal  |
| 2020 | Friend Zone 2: Dangerous Area          | Safe              | Papel principal  |
| 2021 | Nabi, My Stepdarling                   | Kawin             | Papel principal  |
| 2021 | The Player                             | Tim               | Papel principal  |
| 2022 | Oh, Teacher Khong                      | Chalam            | Papel convidado  |
| 2022 | Mama Gogo                              | Kayu              | Papel recorrente |
| 2022 | Good Old Days: Story 3: Road to Regret | Bomb              | Papel principal  |
| 2023 | Midnight Museum                        | Zen               | Papel convidado  |
| 2023 | Loneliness Society                     | Thann Saengsawang | Papel principal  |
| 2025 | My Golden Blood                        | Mark              | Papel principal  |
| TBA  | Only Friends: Dream On                 | Arnold            | Papel principal  |